# Modelo Arrow-Debreu
Em economia matemática, o modelo de Arrow-Debreu sugere que, sob certas premissas econômicas (preferências convexas, concorrência perfeita e independência da demanda), deve haver um conjunto de preços para que a oferta agregada seja igual à demanda agregada para cada commodity da economia.
O modelo é central para a teoria do equilíbrio geral (econômico) e é frequentemente usado como referência geral para outros modelos microeconômicos. É nomeado em homenagem a Kenneth Arrow, Gérard Debreu, e às vezes também Lionel W. McKenzie por sua prova independente da existência de equilíbrio em 1954, bem como suas melhorias posteriores em 1959.
O modelo Arrow-Debreu é um dos modelos mais gerais de economia competitiva e é uma parte crucial da teoria do equilíbrio geral, pois pode ser usado para provar a existência de equilíbrio geral (ou equilíbrio walrasiano) de uma economia. Em geral, pode haver muitos equilíbrios; no entanto, com suposições extras sobre as preferências do consumidor, ou seja, que suas funções de utilidade sejam fortemente côncavas e duas vezes continuamente diferenciáveis, existe um equilíbrio único. Com condições mais fracas, a singularidade pode falhar, de acordo com o teorema de Sonnenschein-Mantel-Debreu.

## Conjuntos convexos e pontos fixos

Um quarto de volta do disco da unidade convexa deixa o ponto (0,0) fixo mas move todos os pontos no círculo unitário não convexo.

Em 1954, McKenzie juntamente com Arrow e Debreu provaram, de forma independente, a existência de equilíbrios gerais, invocando o teorema do ponto fixo de Kakutani nos pontos fixos de uma função contínua a partir de um conjunto compacto e convexo em si mesmo. Na abordagem de Arrow-Debreu, a convexidade é essencial, porque tais teoremas de ponto fixo são inaplicáveis a conjuntos não convexos. Por exemplo, a rotação do círculo unitário por 90 graus carece de pontos fixos, embora essa rotação seja uma transformação contínua de um conjunto compacto em si mesmo; embora compacto, o círculo unitário não é convexo. Em contraste, a mesma rotação aplicada ao casco convexo do círculo unitário deixa o ponto (0,0) fixo. Note que o teorema de Kakutani não afirma que exista exatamente um ponto fixo. Refletindo a unidade disco através do eixo y deixa um segmento vertical fixo, de modo que essa reflexão tenha um número infinito de pontos fixos.

### Não convexidade em grandes economias
A suposição de convexidade impediu muitas aplicações, que foram discutidas no Journal of Political Economy de 1959 a 1961 por Francis M. Bator, M. J. Farrell, Tjalling   Koopmans e Thomas J. Rothenberg. Ross M. Stars  provou a existência de equilíbrios econômicos quando algumas preferências do consumidor não precisam ser convexas. Em seu artigo, Starr provou que uma economia "convexificada" tem um equilíbrio geral que é muito próximo do "quase-equilíbrio" da economia original; A prova de Starr usou o teorema de Shapley-Folkman.

## Economia da incerteza: seguros e finanças
Comparado aos modelos anteriores, o modelo de Arrow-Debreu generalizou radicalmente a noção de mercadoria, diferenciando mercadorias por tempo e local de entrega. Assim, por exemplo, "maçãs em Nova York em setembro" e "maçãs em Chicago em junho" são consideradas commodities distintas. O modelo Arrow-Debreu aplica-se a economias com mercados maximamente completos, nos quais existe um mercado para cada período de tempo e preços futuros para cada mercadoria em todos os períodos de tempo e em todos os lugares. O modelo Arrow-Debreu especifica as condições de mercados perfeitamente competitivos.
Na economia financeira, o termo "Arrow-Debreu" é mais comumente usado com referência a uma segurança Arrow-Debreu. Uma segurança canônica de Arrow – Debreu é uma segurança que paga uma unidade de numerário se um determinado estado do mundo for atingido e zero de outra forma (o preço de tal segurança é o chamado “ preço do estado ”). Dessa forma, qualquer contrato de derivativo cujo valor de liquidação seja uma função sobre um subjacente cujo valor é incerto na data do contrato pode ser decomposto como uma combinação linear de títulos da Arrow-Debreu.
Desde o trabalho de Breeden e Lizenberger em 1978, um grande número de pesquisadores tem usado opções para extrair os preços da Arrow-Debreu para uma variedade de aplicações em economia financeira.

## Leitura complementar
- Athreya, Kartik B. «The Modern Macroeconomic Approach and the Arrow–Debreu–McKenzie Model». Big Ideas in Macroeconomics: A Nontechnical View. [S.l.: s.n.] ISBN 978-0-262-01973-6  Athreya, Kartik B. «The Modern Macroeconomic Approach and the Arrow–Debreu–McKenzie Model». Big Ideas in Macroeconomics: A Nontechnical View. [S.l.: s.n.] ISBN 978-0-262-01973-6  Athreya, Kartik B. «The Modern Macroeconomic Approach and the Arrow–Debreu–McKenzie Model». Big Ideas in Macroeconomics: A Nontechnical View. [S.l.: s.n.] ISBN 978-0-262-01973-6
- Geanakoplos, John. «Arrow–Debreu model of general equilibrium». The New Palgrave: A Dictionary of Economics. 1. [S.l.: s.n.]
- Takayama, Akira. Mathematical Economics. [S.l.: s.n.] ISBN 978-0-521-31498-5  Takayama, Akira. Mathematical Economics. [S.l.: s.n.] ISBN 978-0-521-31498-5  Takayama, Akira. Mathematical Economics. [S.l.: s.n.] ISBN 978-0-521-31498-5
- «Arrow and Debreu de-homogenized». Journal of the History of Economic Thought. 34. doi:10.1017/s1053837212000491